# Tour Europe
La Tour Europe est un gratte-ciel de bureaux situé dans le quartier d'affaires de La Défense, en France (précisément à Courbevoie). Cette tour a été rénovée en 2002.
Elle est depuis octobre 2019 le siège de la société Dalkia, filiale d'EDF.
L'architecte, Jean-Robert Delb est associé à Michel Chesneau et Jean Vérola sur la réalisation de quatre tours à la Défense : les tours Europe, Winterthur, Franklin et Atlantique.

## Iconographie

Tour Europe